# Louis d’Amboise

Wappen Louis’ d’Amboise

Louis d’Amboise (* 1392 im Schloss von Rochecorbon; † 1469 im Schloss Thouars) war Herr von Amboise und Vizegraf von Thouars. Er war der Sohn von Ingelger II. d’Amboise und Jeanne de Craon.
Er war Graf von Benon, Vizegraf von Thouars, Herr von Talmont, Mauléon, Marans, Amboise, Montrichard, Rochecorbon, Berrie, Leugny, Château-Gontier, Civray, der Île de Ré etc. 
Louis d’Amboise nahm am Hundertjährigen Krieg teil und stand seit dem 24. Januar 1429 vor Orléans an der Seite Jeanne d’Arcs. Wenig später verabredete er mit Lezay und Vivonne die Entführung von Georges de La Trémoille, dem Favoriten Karls VII., und den König nach Amboise zu bringen, wurde aber vor Ausführung verhaftet. Das Parlement de Paris, das sich noch in Poitiers befand, verurteilte alle drei am 8. Mai 1431 zum Tode. Lezay und Vivonne wurden hingerichtet, Louis vom König jedoch begnadigt. Er wandelte die Todes- in eine Haftstrafe um und beschlagnahmte seine Güter.
Louis’ Vetter Pierre d’Amboise, Herr von Chaumont-sur-Loire, brach nachts in Begleitung der Herren von Bueil und Coëtivy sowie vierzehn weiterer wichtiger Adliger des Königreichs in die Burg Chinon ein, wo sich Karl VII. und La Trémoille aufhielten, entführten La Trémoille, brachten ihn zum Château Montrésor, und ließen ihn nur gegen ein Lösegeld und die Zusage gehen, dass Louis d'Amboise freigelassen werde, was 1434 auch geschah.
Louis erhielt die meisten seiner Besitzungen zurück, mit Ausnahme von Amboise, Château-Gontier und Civray, die der König für sich behielt. Zwölf Jahre nach seiner Freilassung verheiratete er seine jüngste Tochter mit dem Sohn seines Gegners, der dann auch seine Besitzungen erbte.
Louis d’Amboise heiratete in erster Ehe Louise-Marie de Rieux († 24. Januar 1465 in Gefangenschaft), Tochter von Jean III. de Rieux, Marschall von Frankreich, und Béatrice de Montauban. In zweiter Ehe heiratete er am 24. Januar 1466 Colette de Chambes († 14. Dezember 1471), Tochter von Jean de Chambes, Herr von Montsoreau und Jeanne Chabot. Von seiner ersten Ehefrau hatte er drei Töchter:
- Françoise d’Amboise, ⚭ 1442 Peter II., Herzog von Bretagne, † 22. September 1459
- Peronelle, ⚭ vor 1443 Guillaume d'Harcourt, Graf von Tancarville, † 27. Oktober 1484
- Marguerite, ⚭ 1446 Louis I. de la Trémoille, den Sohn von Georges de La Trémoille, Graf von Guînes und Benon, Vizegraf von Thouars, Prince de Talmont, Baron von Craon, † 1483

Louis d’Amboise wurde in der Kirche Saint-Laon in Thouars bestattet.